# Do You Know Where You're Going To
"Do You Know Where You're Going To" é uma canção composta por Gerry Goffin e Michael Masser. Ela foi lançada inicialmente em 1973 pela cantora americana Thelma Houston. No entanto, a música ficou famosa dois anos depois, em 1975, quando foi gravada por Diana Ross. Em 1998, a cantora e compositora Mariah Carey regravou a canção, e sua versão foi lançada como single em alguns territórios.

## Versão de Thelma Houston
Thelma Houston foi a primeira cantora a gravar "Do You Know Where You're Going To" em 1973. Sua gravação pôde ser encontrada em um single promocional lançado apenas na Nova Zelândia.
Décadas mais tarde, a versão de Thelma começou a circular na internet. Por fim, em 2015, quando o álbum Any Way You Like foi relançado no Reino Unido, "Do You Know Where You're Going To" apareceu como faixa bônus.

### Faixas
| Single em vinil de 7" da Nova Zelândia |                                     |                              |                                   |         |  |
| N.º                                    | Título                              | Compositor(es)               | Produção e arranjos               | Duração |  |
| 1.                                     | "Do You Know Where You're Going To" | Gerry Goffin; Michael Masser | Michael Masser; Perry Botkin Jr.  | 2:44    |  |
| 2.                                     | "Together"                          | Michael Masser; Pam Sawyer   | Michael Masser; Michael O'Martian | 2:54    |  |
| Duração total:                         | Duração total:                      | Duração total:               | Duração total:                    | 5:38    |  |

## Versão de Diana Ross
Em 1975, a cantora Diana Ross lançou sua versão, com parte da letra modificada e com o título alterado para "Theme from Mahogany (Do You Know Where You're Going To)". A música serviu como tema principal do filme Mahogany, estrelado pela própria Diana Ross e dirigido por Berry Gordy Jr., então presidente da Motown Records.
Berry pediu que Michael Masser (um dos escritores de "Do You Know Where You're Going To") compusesse a trilha sonora para o filme. Michael decidiu reaproveitar a faixa que havia escrito anos antes. Parte da letra usada originalmente na versão de Thelma foi modificada para que a canção se encaixasse no roteiro do filme. Os arranjos e o refrão, porém, foram mantidos.
"Theme from Mahogany" se tornou um grande sucesso nos Estados Unidos, atingindo a primeira posição da Billboard Hot 100 em 24 de janeiro de 1976. A canção também foi indicada para o Óscar de 1976 na categoria Melhor Canção Original, mas perdeu para "I'm Easy", música de Keith Carradine e tema do filme Nashville.

### Faixas
| Single em vinil de 7" dos EUA |                                     |                              |                |         |  |
| N.º                           | Título                              | Compositor(es)               | Produção       | Duração |  |
| 1.                            | "Do You Know Where You're Going To" | Gerry Goffin; Michael Masser | Michael Masser | 3:19    |  |
| 2.                            | "No One's Gonna Be a Fool Forever"  | Michael Masser; Pam Sawyer   | Michael Masser | 3:18    |  |
| Duração total:                | Duração total:                      | Duração total:               | Duração total: | 6:37    |  |

## Versão de Mariah Carey
Em 1998, a canção foi regravada pela cantora norte-americana Mariah Carey. Sua versão foi renomeada para "Do You Know Where You're Going To (Theme from Mahogany)". A música aparece apenas nas edições da coletânea #1's lançadas fora dos EUA. Especula-se que a versão de Mariah foi omitida da edição norte-americana porque a cantora e atriz Jennifer Lopez também havia gravado a música na mesma época. No entanto, isso nunca foi confirmado por nenhuma das partes.   A música foi posteriormente lançada nos Estados Unidos como faixa inédita do EP Valentines, de 2000. 
A versão de Mariah Carey foi lançada como single promocional em alguns países da Europa e no Brasil. Em março de 1999, Mariah esteve no Reino Unido e fez uma apresentação de "Do You Know Where You're Going To" no programa musical Top of the Pops.
No Brasil, a regravação de Mariah fez parte da trilha sonora internacional da novela Suave Veneno, transmitida em 1999 pela TV Globo. Além disso, foi lançado no Brasil um single promocional com remixes feitos pelo produtor brasileiro DJ Grego, incluindo um remix no estilo pagode. 
Em 2020, durante as celebrações dos 30 anos de carreira de Mariah Carey, todos os remixes de "Do You Know Where You're Going To" foram oficialmente lançados como um EP nas plataformas de música digital. 

### Faixas
| Single promocional para a Europa |                                     |         |  |
| N.º                              | Título                              | Duração |  |
| 1.                               | "Do You Know Where You're Going To" | 3:45    |  |

| Single promocional para o Brasil - DJ Grego Remixes |                                                                                       |         |  |
| N.º                                                 | Título                                                                                | Duração |  |
| 1.                                                  | "Do You Know Where You're Going To (Theme from Mahogany)" (Mahogany Club)             | 3:07    |  |
| 2.                                                  | "Do You Know Where You're Going To (Theme from Mahogany)" (Mahogany Club Extended)    | 5:08    |  |
| 3.                                                  | "Do You Know Where You're Going To (Theme from Mahogany)" (Mahogany For Clubbers Dub) | 7:21    |  |
| 4.                                                  | "Do You Know Where You're Going To (Theme from Mahogany)" (Mariah Bonita)             | 3:15    |  |
| 5.                                                  | "Do You Know Where You're Going To (Theme from Mahogany)" (Mariah Bonita Club)        | 5:02    |  |
| 6.                                                  | "Do You Know Where You're Going To (Theme from Mahogany)" (Mariah Bonita Club Edit)   | 3:13    |  |
| 7.                                                  | "Do You Know Where You're Going To (Theme from Mahogany)"                             | 3:45    |  |
| Duração total:                                      | Duração total:                                                                        | 30:51   |  |

| EP digital (2020) |                                                                                       |         |  |
| N.º               | Título                                                                                | Duração |  |
| 1.                | "Do You Know Where You're Going To (Theme from Mahogany)"                             | 3:45    |  |
| 2.                | "Do You Know Where You're Going To (Theme from Mahogany)" (Mahogany Club Extended)    | 5:08    |  |
| 3.                | "Do You Know Where You're Going To (Theme from Mahogany)" (Mahogany Club)             | 3:07    |  |
| 4.                | "Do You Know Where You're Going To (Theme from Mahogany)" (Mahogany For Clubbers Dub) | 7:21    |  |
| 5.                | "Do You Know Where You're Going To (Theme from Mahogany)" (Mariah Bonita)             | 3:15    |  |
| 6.                | "Do You Know Where You're Going To (Theme from Mahogany)" (Mariah Bonita Club Edit)   | 3:13    |  |
| 7.                | "Do You Know Where You're Going To (Theme from Mahogany)" (Mariah Bonita Club)        | 5:02    |  |
| Duração total:    | Duração total:                                                                        | 30:51   |  |

### Créditos
Adaptados do EP Valentines e da página oficial da música no YouTube. 
- Composição e letra: Gerry Goffin; Michael Masser
- Produção: Mariah Carey; Stevie "Stevie J." Jordan; Mike Mason
- Arranjos vocais: Mariah Carey
- Engenharia de som e mixagem: Dana Jon Chappelle
- Assistência de engenharia de som: Ralf; Pete Karem
- Masterização: Bob Ludwig